# Berit Wallenberg
Anna Berit Wallenberg, född den 19 februari 1902 i Skeppsholms församling, död den 4 september 1995 i Lovö församling i Stockholms län, var en svensk arkeolog, konsthistoriker, fotograf och donator.  

## Biografi
Berit Wallenberg var dotter till Oscar Wallenberg och Beatrice, född Keiller, samt dotterdotter till Alexander Keiller den yngre.     

### Konsthistoriker och arkeolog
1942 blev Berit Wallenberg fil. lic. i konsthistoria och arkeologi vid Stockholms högskola, där hon bland annat studerat konsthistoria för professor Johnny Roosval och arkeologi för docent Nils Åberg. Hennes specialområde inom konstvetenskap var medeltida kyrkligt muralmåleri. Som arkeolog deltog hon i flera arkeologiska undersökningar, bland annat vid Sune Lindqvists utgrävningar i Gamla Uppsala 1926, utgrävningar av Alvastra pålbyggnad i Östergötland och vid Tuna i Uppland 1928, vid Nälsta i Uppland 1930 och vid Barkarby i Uppland 1933. 1980 promoverades hon till filosofie hedersdoktor. Som bosatt på Lovön under en stor del av sitt liv hade Berit Wallenberg ett starkt engagemang för Lovöns hembygdsförening och Lovö kyrka. Hon blev utsedd av riksantikvarien till antikvarisk kontrollant vid restaureringen av Lovö kyrka 1935.

#### Donator
1955 grundade hon Berit Wallenbergs Stiftelse genom en donation. Stiftelsen främjar forskning inom arkeologi och konstvetenskap, företrädesvis till och med 1800-talets slut. Anslag ges i första hand för forskning som rör svenskt och nordiskt material.

##### Fotograf
Berit Wallenberg började tidigt fotografera med småbildskamera för film. Hennes samling med cirka 25 000 fotografier överlämnades av henne personligen som gåva till Riksantikvarieämbetets arkiv i början av 1980-talet, med en önskan att den skulle bevaras för framtida forskning. Ett representativt urval ur samlingen har digitaliserats av Riksantikvarieämbetet, vilket möjliggjorts genom bidrag av ekonomiska medel från Berit Wallenbergs stiftelse. Bilderna är sökbara via Riksantikvarieämbetets söktjänst Arkivsök.  
Bilderna är tagna från sent 1910-tal till och med 1980-tal. Den större delen av bilderna är i svartvitt. Motiven speglar Berit Wallenbergs professionella intresseområden som arkeolog och konstvetare. Hon har fotograferat fornlämningar, arkeologiska undersökningar, kyrkor, kalkmålningar, byggnader, stadsmiljöer och landskap. Många bilder är tagna under hennes studieresor i Europa, främst under 1920- och 1930-talen. Förutom i Norden reste hon bland annat i Frankrike, Belgien, Nederländerna, Tyskland, Italien, Storbritannien, Irland och Ryssland. Andra bilder visar den privata sfären med skolkamrater, släktingar och vänner, scoutverksamhet, julfirande och semestrar. Det finns bilder från hemmen på Villagatan 4, Malmvik på Lindö och Viken på Lovön, och bilder från ett internationellt studentmöte på Island 1930.
Berit Wallenbergs fotografier utgör en kulturhistoriskt värdefull tidsdokumentation. Miljöer och byggnader som inte finns kvar idag eller är starkt förändrade har fotograferats, till exempel stadsmiljöer i Tyskland före andra världskriget.

## Bildgalleri

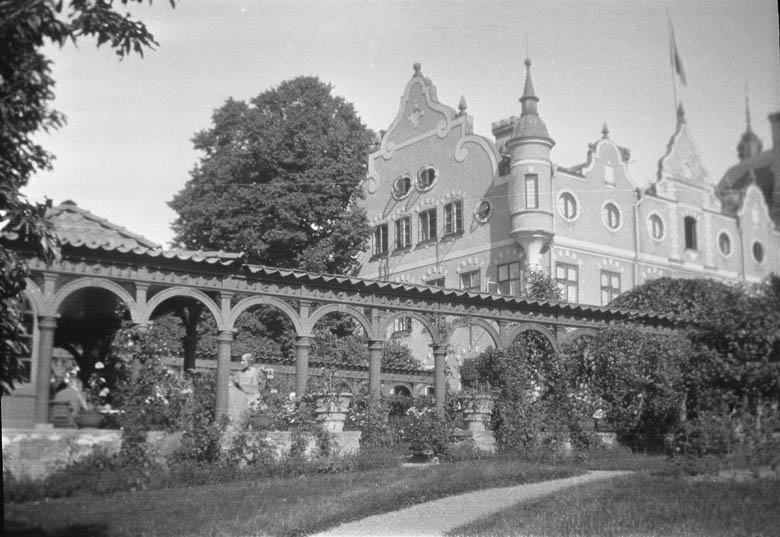
Wallenbergs säteri Malmvik på Lindö i Lovö socken fotograferat av Berit Wallenberg.
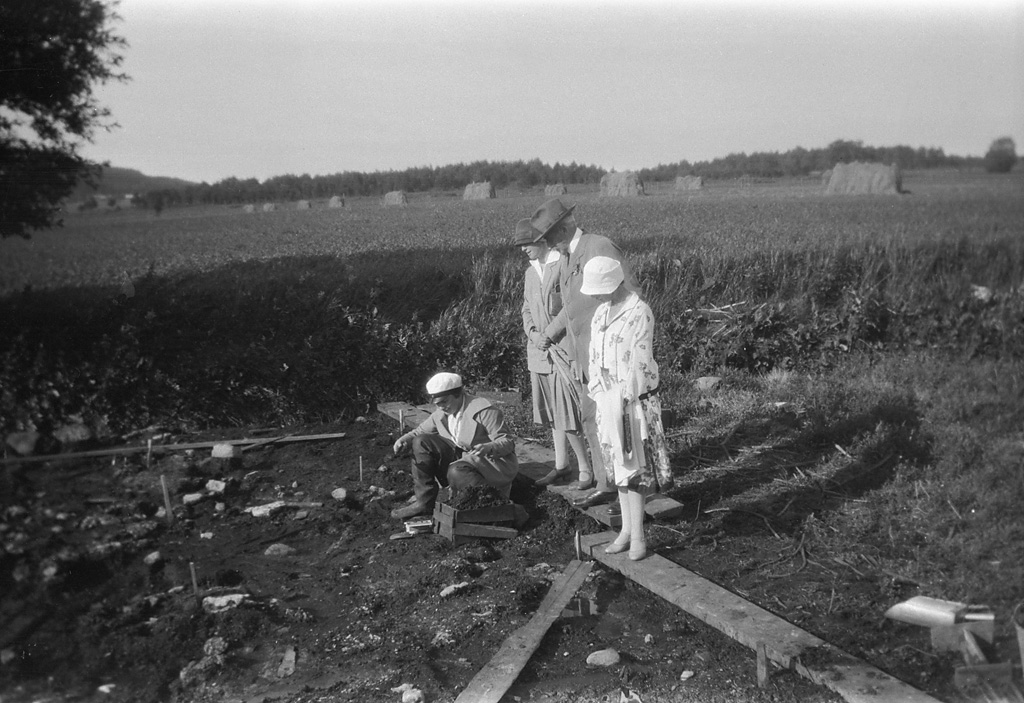
Berit Wallenberg arbetar vid en arkeologisk utgrävning av Alvastra pålbyggnad 1928. Bakom henne Verner von Heidenstam och två damer på besök.
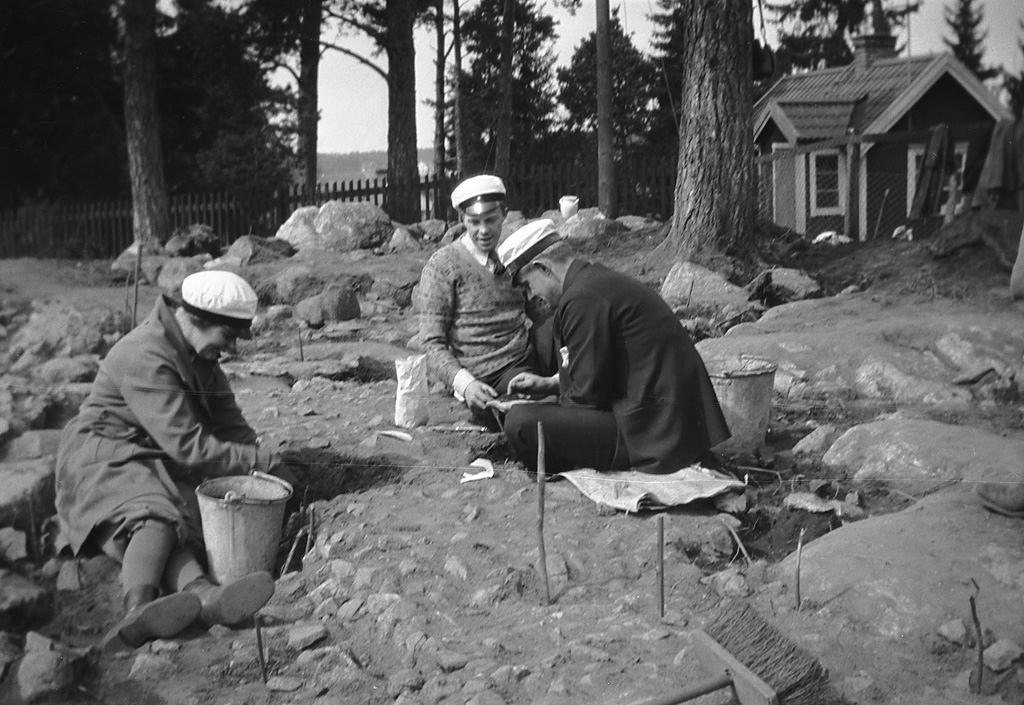
Berit Wallenberg tillsammans med två manliga arkeologer vid Nälsta 1930.